# Nazmiye Oral
Nazmiye Oral (Hengelo, 28 mei 1969) is een Turks-Nederlandse schrijfster en actrice.

## Loopbaan
Oral werkte een tijd voor het televisieprogramma De dialoog van de Nederlandse Moslim Omroep. In 2002 interviewde ze in die hoedanigheid politicus Pim Fortuyn, vooral over diens omstreden opvattingen over de islam en de daarmee samenhangende immigratie-, integratie- en emancipatieproblematiek. Het gesprek, dat in een verhit debat uitmondde, werd uitgezonden op 5 mei 2002, een dag voor de moord op Pim Fortuyn. In het najaar van 2002 interviewde zij ook Theo van Gogh.
Ze speelde zowel in Nederland als het buitenland in de theatervoorstelling Gesluierde Monologen, een stuk van Adelheid Roosen over islamitische vrouwen. Oral heeft het islamgeloof losgelaten.
Oral is medeoprichtster van het 'Zinaplatform', een theaterinitiatief dat langs verschillende wijken in Nederland reist en gebruikmaakt van lokale verhalen en optredens geeft op straat of in huis. Van 2003 tot 2012 schreef zij tevens columns voor de Volkskrant.
In 2011 kwam haar debuutroman Zehra uit, waarvoor zij genomineerd werd voor de E. du Perronprijs.
In 2015 stond ze op het podium, samen met haar moeder Havva, met de voorstelling Niet meer zonder jou tijdens het Holland Festival. In deze voorstelling gaat zij als afvallige dochter de confrontatie aan met haar moeder. De voorstelling toerde vervolgens door het hele land en werd in 2017 in New York opgevoerd tijdens het Crossing the Line festival.
In 2016 won zij het Gouden Kalf in de categorie 'beste actrice televisiedrama' voor haar rol in de film In vrijheid, waarin zij een moeder speelt van een teruggekeerde Syriëganger.
Op 2 augustus 2020 was zij te gast in het Nederlandse televisieprogramma Zomergasten. Zij sprak zich daarin uit voor het in dialoog gaan met tegenstanders. In 2024 was Oral te gast in het televisieprogramma De Kist. In datzelfde jaar deed ze mee aan het televisieprogramma Onderaan de streep.

## Persoonlijk
Nazmiye Oral was getrouwd en uit dit huwelijk werden twee kinderen geboren. Oral trouwde in 2024 een tweede keer.